# Bukovec (gmina Velike Lašče)
Bukovec – wieś w Słowenii, w gminie Velike Lašče. W 2018 roku liczyła 4 mieszkańców.